# Nishinomiya

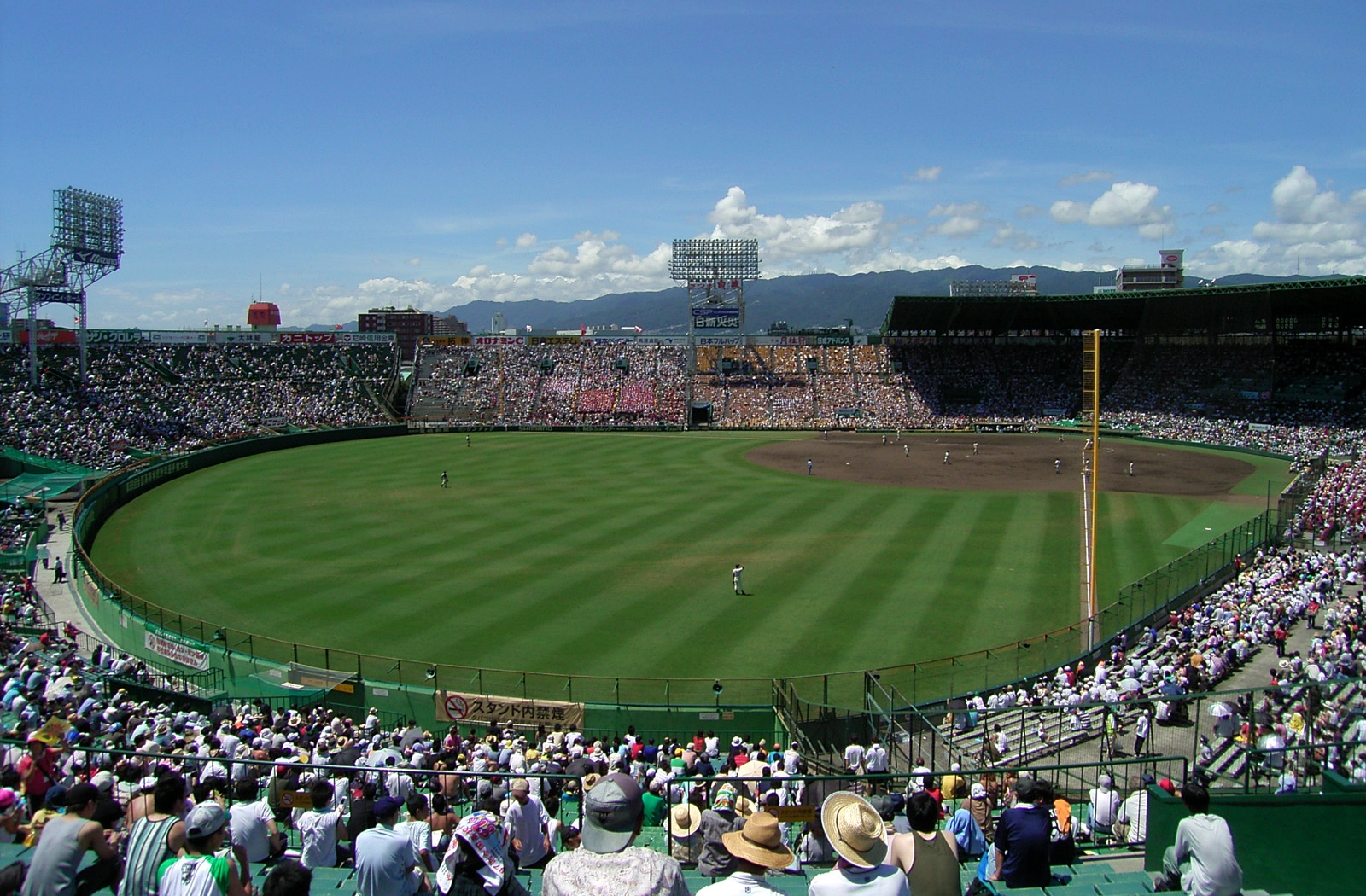
Stadionul de basebal

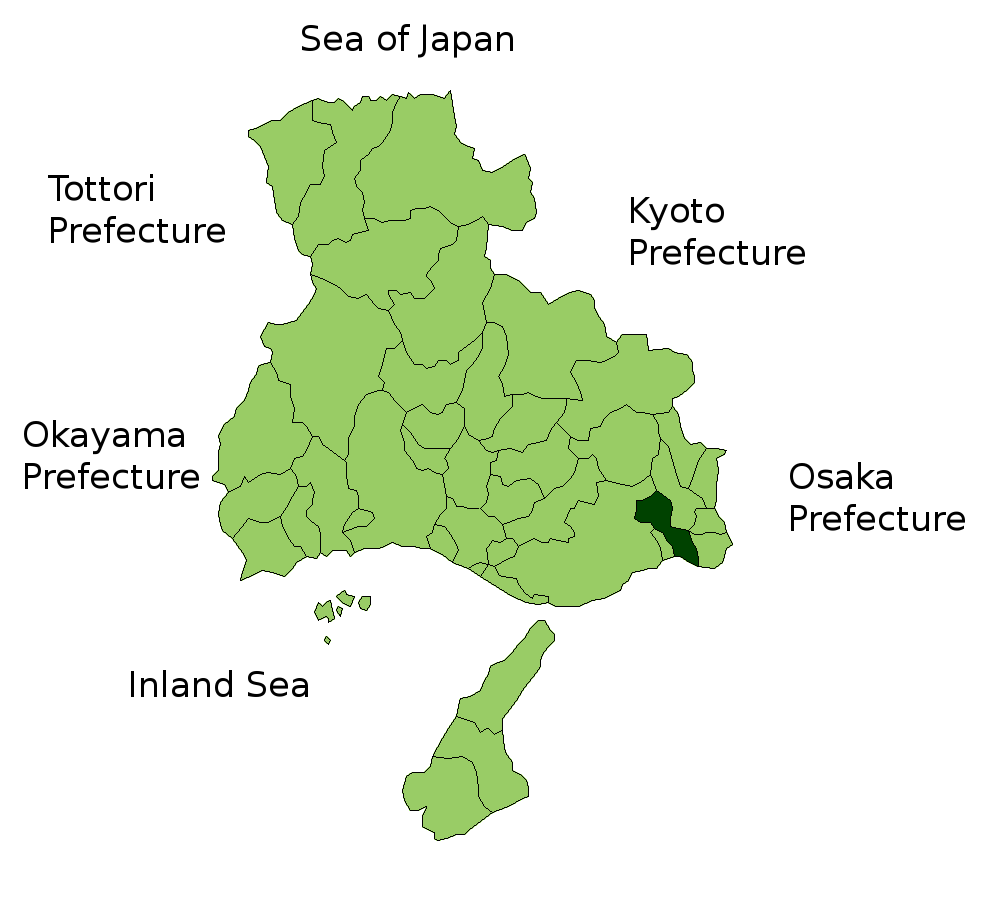

Nishinomiya (西宮市 Nishinomiya-shi?) este un municipiu din Japonia, prefectura Hyōgo.